# Prawaja Lipa
Prawaja Lipa (russisch Правая Липа) ist eine Siedlung (ländlichen Typs) in der Oblast Kursk in Russland. Sie gehört zum Rajon Chomutowka und zur Landgemeinde (selskoje posselenije) Petrowski selsowjet.

## Geographie
Der Ort liegt gut 94 km Luftlinie westlich des Oblastverwaltungszentrums Kursk im südwestlichen Teil der Mittelrussischen Platte, 23,5 km südöstlich des Rajonverwaltungszentrums Chomutowka, 9 km vom Sitz des Dorfsowjet – Pody, 28 km von der Grenze zwischen Russland und der Ukraine, am Fluss Suchaja Amonka (Nebenfluss des Seim).

### Klima
Das Klima im Ort ist wie im Rest des Rajons kalt und gemäßigt. Es gibt während des Jahres eine erhebliche Niederschlagsmenge. Dfb lautet die Klassifikation des Klimas nach Köppen und Geiger.

## Bevölkerungsentwicklung
| Jahr | Einwohner |
| ---- | --------- |
| 2002 | 35        |
| 2010 | 28        |

Anmerkung: Volkszählungsdaten

## Verkehr
Prawaja Lipa liegt 28 km von der Fernstraße föderaler Bedeutung M3 Ukraina (Moskau – Kaluga – Brjansk – Grenze zur Ukraine), 25 km von der Straße A142 (Trosna – M3 Ukraina), 14 km von der Straße regionaler Bedeutung 38K-040 (Chomutowka – Rylsk – Gluschkowo – Tjotkino – Grenze zur Ukraine), 1 km von der Straße interkommunaler Bedeutung 38N-708 (38-040 – Pody – Petrowskoje), 1,5 km von der Straße 38N-024 (Bogomolow – Kapystitschi – Grenze zum Rajon Rylsk) und 29 km von der nächsten Eisenbahnhaltestelle Mariza (Eisenbahnstrecke Nawlja – Lgow-Kijewskij) entfernt.
Der Ort liegt 179 km vom internationalen Flughafen von Belgorod entfernt.